# Durağan (district)
Durağan is een Turks district in de provincie Sinop en telt 22.854 inwoners (2007). Het district heeft een oppervlakte van 1035,6 km². Hoofdplaats is Durağan.
De bevolkingsontwikkeling van het district is weergegeven in onderstaande tabel.
| jaar | inwoners |
| ---- | -------- |
| 1997 | 30.039   |
| 2000 | 28.792   |
| 2007 | 22.854   |